# NGC 5028
NGC 5028 este o galaxie eliptică situată în constelația Fecioara. A fost descoperită în 12 mai 1882 de către Ernst Wilhelm Tempel. Se află la o distanță de 77,27 de megaparseci de Pământ.